# Kidnapping the Kid
Kidnapping the Kid é um curta-metragem mudo norte-americano de 1914, do gênero comédia, com o ator cômico Oliver Hardy.

## Elenco
- Harry Lorraine - Hans
- Billy Bowers - Jake
- Oliver Hardy - Willie Gold (como Babe Hardy)